# Demokratyczna Partia Agrarna Rumunii
Demokratyczna Partia Agrarna Rumunii (rum. Partidul Democrat Agrar din România, PDAR) – rumuńska partia polityczna o profilu agrarnym, działająca w latach 1990–1998.

## Historia
Partia powstała w 1990. Założył ją Victor Surdu, od 1989 minister rolnictwa w pierwszym po przemianach politycznych rządzie, który stanął na jej czele. W pierwszych wolnych wyborach w tym samym roku PDAR uzyskała 1,8% głosów i wprowadziła 9 posłów do Izby Deputowanych. W 1992 utraciła reprezentację w tej izbie (nie przekraczając wyborczego progu wynoszącego 3%). W głosowaniu do Senatu dostała natomiast 3,3% głosów, co przełożyło się na 5 mandatów. W 1996 agraryści współtworzyli koalicyjną Narodową Unię Centrum, która nie dostała się do parlamentu. W 1997 przewodniczącym ugrupowania został Mihai Berca. 14 maja 1998 PDAR połączyła się z Partią Nowej Rumunii, tworząc Rumuńską Partię Narodową z Virgilem Măgureanu jako sekretarzem generalnym.